# Liste der geschützten Landschaftsbestandteile im Landkreis Osterholz
Im Landkreis Osterholz gibt diese ausgewiesenen geschützten Landschaftsbestandteile.
| Baumschutzsatzung Gemeinde Ritterhude                   | BW | GLB OHZ 00001 | Ritterhude Gebiet der Gemeinde außer land- und forstwirtschaftliche Flächen                                                           | ⊙ |      | 8. Juli 1985  |
| Kiebitzmoor                                             | BW | GLB OHZ 00002 | Ritterhude abflusslose Senke mit bruchwaldartigem Gehölzaufwuchs auf dem Geestrücken zwischen Heerweger Moor und Oberer Ihleniederung | ⊙ | 0,42 | 28. Jan. 1987 |
| Tonkuhlen und Gehölzbestände am Bremer Berg             | BW | GLB OHZ 00004 | Vollersode durch Tonabbau entstandene, nährstoffreiche Teiche                                                                         | ⊙ | 5,5  | 3. Nov. 1987  |
| Unteres Beektal                                         | BW | GLB OHZ 00005 | Ritterhude naturnaher Bachlauf innerhalb eines unbebauten Niederungsbereichs                                                          | ⊙ | 9    | 26. Nov. 1987 |
| Baumschutzsatzung Stadt Osterholz-Scharmbeck            | BW | GLB OHZ 00006 | Osterholz-Scharmbeck gesamtes Gebiet det Stadt                                                                                        | ⊙ |      | 9. Feb. 1988  |
| Kleingewässerschutzverordnung Landkreis Osterholz       | BW | GLB OHZ 00007 | gesamtes Kreisgebiet mit Ausnahme zusammenhängend bebauter Ortsteile und rechtmäßig bebauter Grundstücke                              | ⊙ |      | 26. Juli 1988 |
| Reste des Jan-Reiners-Dammes                            | BW | GLB OHZ 00008 | Grasberg drei unterschiedlich große Dammreste                                                                                         | ⊙ |      | 13. Dez. 1988 |
| Ihlpohler Moor                                          | BW | GLB OHZ 00009 | Ritterhude Kleinstmoor mit brachgefallenen Feuchtgrünlandbereichen                                                                    | ⊙ | 2,5  | 7. März 1989  |
| Altarmkomplex der Blumenthaler Aue südwestlich Wölpsche | BW | GLB OHZ 00010 | Schwanewede ehemaliger Überflutungsbereich mit Altarmen, Altholzbestand, Röhricht und Flutrasen sowie Nassgrünland                    | ⊙ | 1,25 | 10. Apr. 1991 |
| Schutz eines Baumbestandes in der Gemeinde Lilienthal   | BW | GLB OHZ 00011 | Lilienthal zwei ortsbildprägende Blutbuchen (Bahnhofstraße 5)                                                                         | ⊙ |      | 30. Juli 1999 |
| Baumschutzsatzung der Gemeinde Schwanewede              | BW | GLB OHZ 00012 | Schwanewede gesamtes Gebiet der Gemeinde                                                                                              | ⊙ |      | 25. Nov. 2008 |
| Baumschutzsatzung für die Ortschaft Worpswede           | BW | GLB OHZ 00013 | Worpswede Gebiet der Ortschaft | ⊙ |      | 17. Okt. 1997 |
| Baumbestand in der Gemeinde Lilienthal                  | BW | GLB OHZ 00014 | Worpswede je eine Rotbuche, Stieleiche und Trauerweide (Fritz-Gagelmann-Weg)                                                          | ⊙ |      | 5. Dez. 2008  |
| Legende für Geschützter Landschaftsbestandteil          |    |               | |   |      |               |